# 凸面鏡の自画像
『凸面鏡の自画像』(とつめんきょうのじがぞう、伊: Autoritratto entro uno specchio convesso) は、1524年ごろに制作された、イタリアのマニエリスム期の芸術家パルミジャニーノによる絵画である。オーストリア、ウィーンの美術史美術館に所蔵されている。
この絵画は、部屋の真ん中にいる若い芸術家（当時は21歳）が、凸面鏡の使用により歪められて描かれている。前景の手は大きく伸びており、鏡によって歪んでいる。使用した鏡の曲線を模倣するために、特別に用意された凸面板に作品が描かれた。

## 歴史
この作品は、マニエリスム期の芸術家伝記作家ジョルジョ・ヴァザーリによって言及されている。ヴァザーリは、1525年にパルミジャニーノがローマに持ち込んだ三点の小さなサイズの絵画のうちの一点として挙げている。ヴァザーリは、パルミジャニーノが潜在的な顧客に自分の才能を披露する一例として自画像を制作したものであると伝えている。
この肖像画は、教皇クレメンス7世に寄贈され、後に作家のピエトロ・アレティーノに寄贈された。その家で、当時まだ子供だったヴァザーリ自身が絵画を見たのである。その後、ヴィチェンツァの彫刻家ヴァレリオ・ベッリに購入され、彼が1546年に亡くなった後、息子のエリオの手に渡った。アンドレア・パッラーディオの仲介により、1560年に作品はヴェネツィアの彫刻家アレッサンドロ・ヴィットーリアに渡され、ヴィットーリアからルドルフ2世に遺贈された。絵画は1608年にプラハに到着し、その後、コレッジョに帰属されたとはいえ、ウィーンのハプスブルク帝国のコレクションに加わった (1777年）。

## 以下も参照してください
- 自画像
- ジョン・アッシュベリーによる『凸面鏡の自画像』：自画像は、アッシュベリーによる詩集の長い詩 (詩集と詩は同じ名前) の両方の主題である。この本は、アメリカの詩人による詩集に授与される、三つの主要な賞すべてを獲得した。